# Earth Walker
Earth Walker（アースウォーカー）は、BSフジとフジテレビが2012年から放送している紀行番組。
BSフジが2012年、フジテレビでは2014年から放送されている。BSフジでは毎年夏に、フジテレビでは原則として毎年12月31日に放送されている。

## 出演者
- 滝川クリステル

### 地球の案内人
- 夏木マリ（#4）
- 荒川良々（#5）

## 放送日

### BSフジ
- 2012年1月1日

### フジテレビ
- 12月30日（2014、16 - 17、22）
- 12月31日（2015、18 - 21、23 - 24）

## スタッフ
#14
- ナレーター：窪田等（2018、2019、2023 - ）
- 地球の案内人︰大塚明夫（2024）
- 構成：田中伊知郎
- 撮影：矢口信男
- VE：小倉正巳（2024）
- 編集：長島裕之（2023 - 、2019・2021はオフライン編集）
- EED：高橋勇志、志村勇介（志村→2024）
- MA：小野敬太郎
- 音効：北條玄隆
- ヘアメイク︰野田智子（2024、以前も担当）
- スタイリスト︰沢田結衣（2024、以前も担当）
- 広報：佐々木淳乃（2024）
- 技術協力：ヒートワン、オムニバス・ジャパン
- 企画協力：フォニックス
- SD：笠井幹大（2023 - ）
- 制作・演出：中村陽子[注 2]
- 企画：佐竹正任[注 3]
- 制作著作：フジテレビ、BSフジ

### 過去のスタッフ
- ナレーター：真地勇志（2017）、安元洋貴
- 撮影：室屋優樹（2017）、前田龍太郎（前田→2021）
- VE：濱野周司（2017）、橋本俊令、林絵海（林→2021）
- オフライン[注 4]→オフライン編集：飯田直美（2017）、小原雅之（2018）
- EED：西村隆介（2018、2019）、久野星香（久野→2017、2021）
- コーディネーター：下野浩介・ANDRES SHIGEKAWA（ともに2017）、春日山紀子（2018）
- リサーチ：穐原明美（2017）、ワンバイワンプラス（2018）
- デスク：横川悦子（2018）
- 広報：大野左紀穂（2017、2018）、田中奈美（2019）、井上立樹、西牟田理奈（西牟田→2023）
- 技術協力：T-TEX（2017）、グレートインターナショナル（2017）、タイム
- 協力：環境省釧路自然環境事務所
- 協力・映像提供：知床財団
- 衣裳協力：mont・bell
- スタイリスト：長瀬哲朗
- 映像協力：長野放送（2019）
- 取材：江夏治樹
- AD：柳沢享（2017）、佐脇基之
- ディレクター：土屋淳（2017）
- プロデューサー：春日孝夫（2018、2023年は除く）
- 制作協力：SPARKLE[注 5]